# شهرستان آلمبی
شهرستان آلمبی (به لاتین: Allembé District) یک منطقهٔ مسکونی در جمهوری کنگو است که در ناحیه پلاتیوکس (جمهوری کنگو) واقع شده‌است.